# Parigné-sur-Braye
Parigné-sur-Braye är en kommun i departementet Mayenne i regionen Pays de la Loire i nordvästra Frankrike. Kommunen ligger i kantonen Mayenne-Ouest som tillhör arrondissementet Mayenne. År 2022 hade Parigné-sur-Braye 841 invånare.

## Befolkningsutveckling
Antalet invånare i kommunen Parigné-sur-Braye
| Referens: INSEE |